# チャイナチ

反中デモでしばしば使用される、五星紅旗をハーケンクロイツに見立てた旗

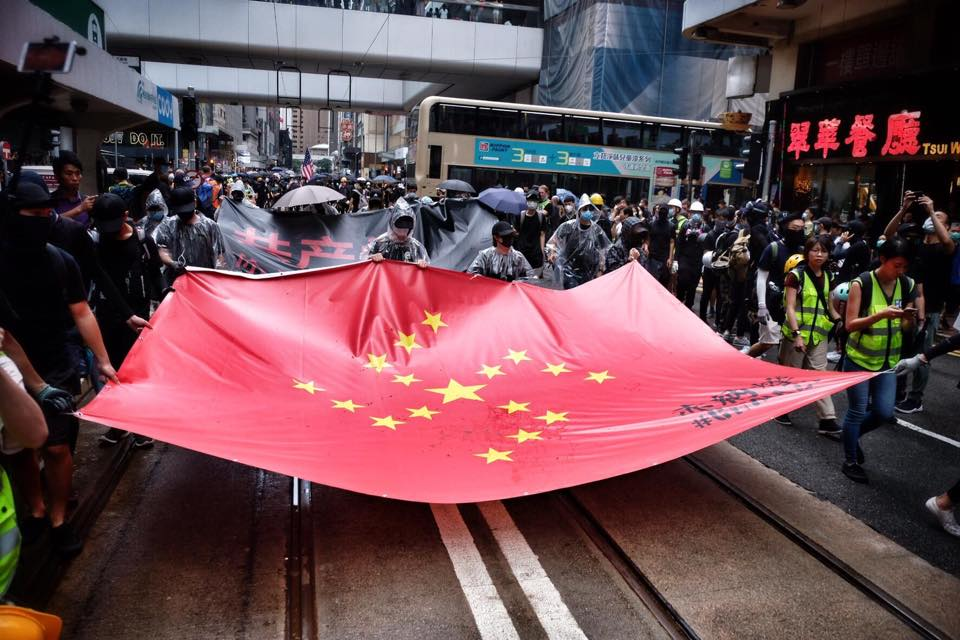
逃亡犯条例改正法案に対する香港の抗議行動で使用された例（2019年8月31日)

チャイナチ（英語: Chinazi、中国語: 納粹中國）は、「中国（チャイナ）」と「ナチス」を混ぜた表現。中国共産党統治下の中華人民共和国で行われている一党独裁、反体制派や少数民族への弾圧政策などが国民社会主義ドイツ労働者党（ナチス）統治下のドイツと類似しているとして、非難する目的で用いられる。赤ナチ（中国語: 赤納粹）、シナチス (中国語: 支那粹/支納粹) 、ナチス中国、またはナチス中国共産党 (中国語: 納粹中共) とも呼ばれる。

## 概要
中華人民共和国の反体制派、特に中国民主化運動、逃亡者法案修正反対香港キャンペーン、新疆再教育収容所反対派が、中国国内での人権侵害について批判するためによく使用する。
オーストラリアの学者James Leiboldの2010年の論文によると、「Chinazi」という単語は遅くとも2005年から存在しており、もともとはアジア文化に特化した英語のディスカッションフォーラムの利用者が中国の大漢民族主義を批判するために使用していた。
2012年の習近平政権の発足以降、国際社会の一部では中国をナチス・ドイツと比較する声もあり、2014年にはベトナム社会科学院が「ベトナムの出版物やオンラインコミュニティで広く使われている2つの新語である『チャイナチ』と『チャイナチズム』は、中国の新しいナチス様式の実践を指す」とコメントしている。
2018年には、亡命中国人作家の余杰が著書『納粹中國（ナチス中国）』を出版し、現在の中国でナチス・ドイツへの動きが浮上していることを描いている。 中国ナチスという言葉は、中国共産党の世界秩序の崩壊に対する国際的な非難から、中国共産党の市民の人権破壊に対する親民主主義活動家の攻撃へと変化していった。 同年、中国各地で教会や十字架が当局によって強制的に撤去され、一部の信者は信仰を放棄せざるを得なくなった。 これはナチス・ドイツの宗教者迫害の悲劇を再現したものだと一部の司祭から批判された。
2019年には、一部の抗議者が中国共産党を中国ナチスと表現した香港での逃亡犯罪者修正法案に反対するキャンペーンも、さらに国際的な注目を集めた。 一部の抗議者は、1960年代の中国の文化大革命と1989年の6月4日事件がナチスのイデオロギーと関連していると主張した。
一方日本においても、ほぼ同義のネットスラングとしてシナチス（支那+ナチス）やチャイナチス（チャイナ+ナチス）が散見される。